# Đua chó

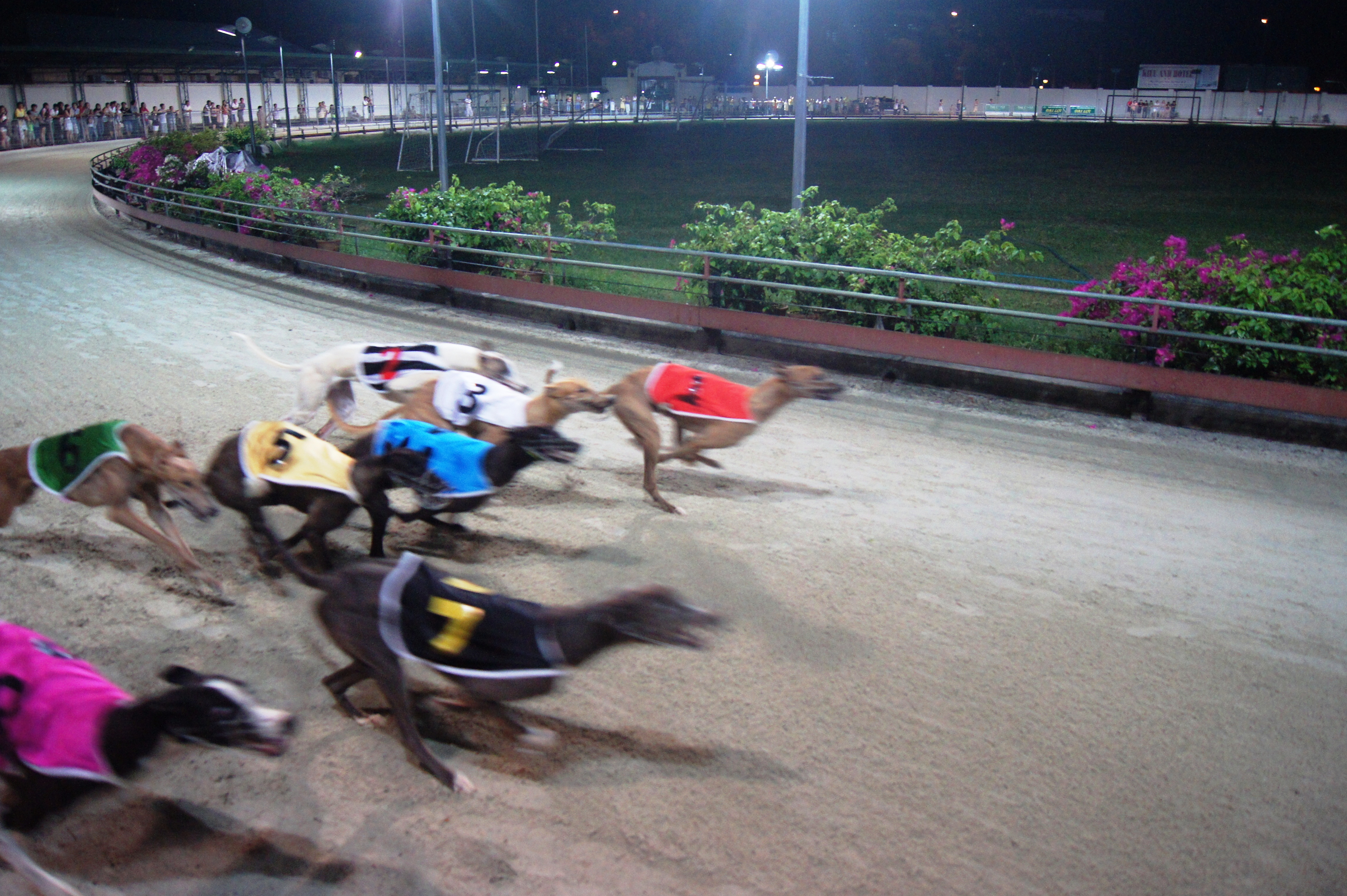
Đua chó ở Vũng Tàu

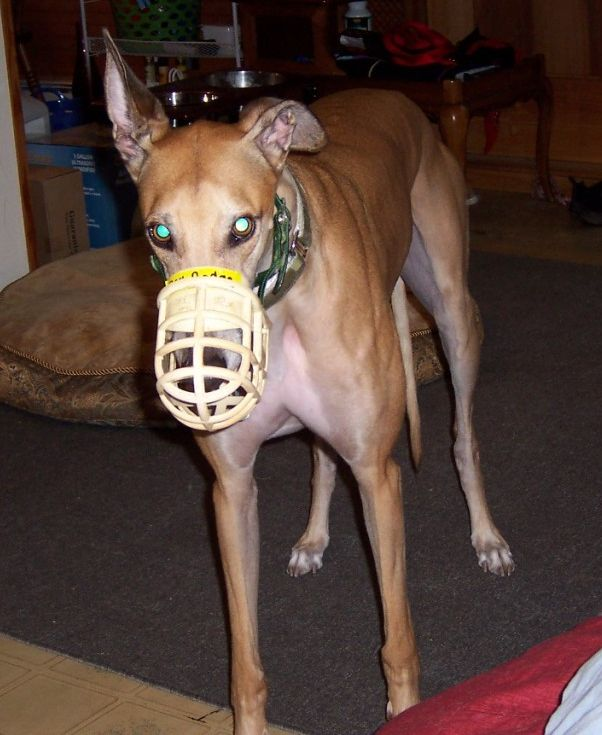
Một con chó đua

Đua chó là một môn thể thao sử dụng những con chó đua tốc độ về đích, ngày nay nó được coi là ngành công nghiệp cạnh tranh, trong đó những con chó thuộc giống chó săn Greyhound được chạy đua xung quanh một trường đua được nhiều người theo dõi. Những con chó đuổi sẽ đuổi theo một con mồi giả cho đến khi chúng cán đích. Giống như đua ngựa, đua chó săn thường cho phép công chúng để đặt cược vào kết quả. Đua chó là một phần của ngành công nghiệp cờ bạc, tương tự như mặc dù ít lợi nhuận hơn so với đua ngựa.
Đua chó hiện đại có nguồn gốc từ sự săn đuổi. Cuộc đua chó chính thức đầu tiên được tổ chức tại Norfolk Anh vào năm 1776. Hiện môn thể thao đua chó đã tương đối phổ biến. Chó đua được huấn luyện rất kỹ và chuyên nghiệp. Ngành công nghiệp đua chó săn đặc biệt hấp dẫn đối với khán giả tầng lớp lao động chủ yếu là nam giới.

## Diễn biến
Người ta sẽ cho những con chó đứng xếp hàng trên đường đua, số lượng chó đua thường không cố định nhưng không quá nhiều đề phù hợp với đường đua, thông thường là nhiều khoảng tám con chó, chúng được bố trí sau chiếc lồng có đóng kín cửa. Sau khi tín hiệu Bắt đầu được phát ra, những cánh cửa bật mở và có những con mồi là thỏ bông được gắn trên đường ray vòng quanh theo đường đua lao vút đi. Những con chó lao theo vun vút truy đuổi con mồi trong sự ầm vang những tiếng vỗ tay, reo hò cổ vũ.
Ở Việt Nam, các lượt đua được diễn ra vào thứ sáu, bảy hàng tuần. Một kỳ đua có khoảng 10-12 lượt đua. Mỗi lượt đua sẽ có tám con chó đua tranh tài. Sau khi phát lệnh, một con thỏ mồi được gắn trên đường trượt quanh đường đua sẽ chạy trước với tốc độ luôn nhanh hơn các chú chó nhưng khoảng cách không quá xa để các vận động viên khuyển đuổi theo. Mỗi vòng đua dài 450m. Có khi lượt đua diễn ra với khoảng cách dài hơn, lên đến 485m.
Khác với đua ngựa, những chú chó đua không phân biệt hạng cân. Chúng được xếp hạng theo phong độ và những con cùng thứ hạng sẽ đua với nhau. Từ hạng D, C, B rồi đến hạng A. Nếu thắng 3 vòng liên tiếp thì được lên một hạng và ngược lại thua 3 trận thì bị xuống một hạng. Mỗi một vòng đua, tám con chó xếp hàng đường đua chờ có hiệu lệnh thì bắt đầu tranh tài cao thấp. Chó nào chiến thắng sẽ được dẫn một vòng quanh đường chạy để mọi người cùng ngắm nhìn. Đầu tiên chó đua ở hạng C, sau đó sẽ lên hạng B, rồi đến hạng A, rồi AA, và rồi đến AAA… Mỗi khi một con chó lên hạng có nghĩa là nó sẽ đua ở một vòng đua nhanh hơn và ngược lại, sau một vài thành tích kém cỏi nó sẽ bị đẩy xuống hạng, sự cổ vũ của khán giả dành cho nó cũng bị giảm theo.
Ở Việt Nam, quy chế chó đua áp dụng gồm có ba loại thắng giải áp dụng cho mọi đợt đua là Win, Exacta và Trifecta. Thắng nhất là Win nếu con chó mà bạn chọn về nhất. Thắng nhất - nhì (Exacta) là hai con chó bạn chọn về nhất, nhì; và thắng nhất- nhì - ba (Trifecta) là thắng đậm nhất nếu cả ba con bạn chọn đều đứng về 3 thứ hạng đầu có thể bạn sẽ giành trọn tiền thưởng (tùy thuộc vào số người cùng chọn và số tiền dự thưởng). Trước khi chọn chó để đặt thưởng, khán giả sẽ được phát một cuốn tài liệu có giới thiệu khá chi tiết về từng chú chó, từ những thành tích tốt, xấu đến tình trạng sức khỏe, cuộc đua gần nhất có tham gia.

## Trên thế giới
Đua chó trên thế giới đã có trên 100 năm phát triển. Giờ nó đã trở thành một môn thể thao giải trí có Liên đoàn đua chó Greyhound thế giới (World Greyhound racing federation) quản lý, phát triển, điều hành hệ thống đua cũng như việc nhân giống chó đua. Greyhound là giống chó nổi tiếng thế giới. Xuất phát từ loài săn thỏ, Greyhound được ưa chuộng khắp nơi và dần trở thành những tay chạy đích thực trên đường đua nhờ tốc độ nhanh như gió của mình. Greyhound ở Anh từng được cho lai với chó ngao và chó lớn tai cụp để tạo ra một loài vừa nhanh vừa mạnh. Nhưng Greyhound đua theo tiêu chuẩn quốc tế là phải thuần chủng. Vì thế mỗi con chó muốn vào hệ thống thi đấu của Liên đoàn phải có hồ sơ lý lịch để đảm bảo chính xác nguồn gốc. Hiện nay đua chó tiếp tục ở nhiều nước trên thế giới.
Các nước đua Greyhound chính là:
- Úc
- Ireland
- Anh
- New Zealand
- Mỹ [5]

| - Alabama - Arizona - Arkansas - Colorado) - Connecticut - Florida - Guam - Iowa - Kansas - Massachusetts | - New Hampshire - Rhode Island - Texas - West Virginia - Wisconsin - Oregon - South Carolina |

Những quốc gia có quy mô nhỏ hơn
| - Argentina - Brasil - Cộng hòa Czech - Ma Cao - Đan Mạch - Phần Lan - Pháp - Đức - Hungary | - Liban - México - Hà Lan - Pakistan - Bồ Đào Nha - Thụy Điển - Việt Nam (Trường đua chó Vũng Tàu) |

Ở Việt Nam từ năm 2000, đua chó Greyhound đã thu hút 1,4 triệu lượt khách tới xem và được các nhà tổ chức đánh giá là một đặc sản giải trí của Vũng Tàu so với các vùng biển khác ở Việt Nam. Đây là nơi duy nhất trong cả nước nuôi và tổ chức đua chó. Từ chỗ nhập ngoại, đến nay những lứa chó Greyhound được phối giống thuần chủng ngay tại Việt Nam, quen dần với thổ nhưỡng Vũng Tàu đã liên tục xuất hiện. Đàn chó ở trung tâm nuôi chó tại Vũng Tàu giờ đã có 750 con. Việt Nam hiện nay đã có tên trong danh sách 23 thành viên của Liên đoàn đua chó Geryhound thế giới. Kỷ lục nhanh nhất của Greyhound Việt Nam là 27 giây 10 cho quãng đường 450m. Mỗi lượt đua chó diễn ra chỉ trong 30 giây với những cú rượt mãnh liệt của đàn cẩu.

## Chó đua
Chó đua được sử dụng bằng nhiều giống chó khác nhau nhưng người ta thường chọn giống chó giống Greyhound là một giống chó săn có nguồn gốc từ Anh và Ailen, sau này được du nhập sang Úc. Chó greyhound thuộc giống chó săn thỏ thực sự là một vận động viên tầm cỡ. Giống chó này có bản năng săn mồi và có những đặc điểm giúp chúng chạy nhanh như mõm dài, và chân càng dài hơn, chân dài như chân hươu. Chúng cao, to, có tập quán săn bắt theo bầy. Con chó chạy nhanh nhất có thể đạt vận tốc khoảng 60 km/h. Chó Greyhound sở hữu thân hình cao lớn, chân dài, săn chắc. Để một con chó đua có thể hình lý tưởng, đạt vận tốc khi đua lên đến trên 60 km/giờ. So với thời điểm được phát hiện cách đây 7.000 năm, Greyhound ngày nay vẫn giữ được nguyên đặc điểm và vẻ ngoài. Đây là nhưng chú chó đã được đào tạo và huấn luyện bài bản, hiện tham gia đua hàng tuần.
Con chó đua vượt chặng đường dài từ 280m - 680m, tùy theo vành đua, với vận tốc chóng mặt là 17m/giây (tính trung bình 61 km/giờ). Chúng đạt được vận tốc như trên nhờ cấu tạo thể hình của nó. Cơ bắp chiếm 57% tổng khối lượng của con greyhound thay vì 40% đối với các giống chó khác. Thể tích cơ tim là 12 so với 4 ở người. Các cơ bắp được nuôi dưỡng với lượng oxy đầy đủ. Thể tích hô hấp lớn quá cỡ và chiếc đuôi có công dụng như một đối trọng khi rẽ ngoặt. Giống chó săn thỏ cực nhạy với những động vật nhỏ chuyển động như thỏ, mèo, gà..., lại có vận tốc nhanh tới 60 km/h nhờ thân hình cao lêu đêu và săn chắc hoàn toàn không phù hợp nuôi ở nhà. Trông vẻ ngoài hung dữ, nhưng giống chó này không phân biệt được chủ và trộm, sẵn sàng ngoan ngoãn để trộm dắt đi. Vẻ hoang dại và đầy sức mạnh của nó luôn hiện rõ trong mỗi bước chạy.
Tuổi thọ của những con chó này chỉ khoảng 6-8 năm. Quá những thời gian đó chúng không còn đua được nữa. Những con chó nào đua tốt thì được giữ lại để lấy giống. Số còn lại thì đều bị tiêm một mũi Putsleep là một loại thuốc mê cực mạnh để giết chết chúng, những con chó không có khả năng trở lại đường đua coi như cũng là bản án tử hình. Những con chó này rất tình cảm với chủ, giống chó này hiền, thân thiện với con người và không bao giờ cắn người. Người nuôi chó cũng không xin những con chó này về nuôi vì nó không biết canh trộm, hơn nữa vì có bản năng săn mồi nên nuôi con vật nuôi gì trong nhà chúng cũng đều bị chó đua tấn công. Nói chung, Chó đua Greyhound rất hiền, không bao giờ cắn người cũng như sống rất tình cảm và nếu được huấn luyện tốt những con chó chuyên đua và săn mồi sẽ học được những tập tính của chó nhà, biết canh trộm.
Chế độ ăn của chó đua cũng rất đặc biệt, rất tốn kém. Loài chó này chỉ ăn được thịt Kangaroo nhập khẩu từ Úc và thức ăn đóng hộp, thỉnh thoảng chúng mới ăn thịt bò, cổ gà nấu chín và xay nhuyễn. Toàn bộ thức ăn đều được nhập từ nước ngoài. Ở mỗi giai đoạn chế độ ăn của mỗi con lại khác nhau. Những con trong thời gian trưởng thành thì thức ăn thường được nấu chín, còn những con bắt đầu giai đoạn tập luyện để trở thành vận động viên chuyên nghiệp thì chúng bắt đầu được ăn thịt sống và thức ăn khô. Nếu dùng thức ăn khô nhập từ Thái Lan về không bảo đảm thì những con chó đua bị sỏi thận và chết.